# حمام حجت‌آباد
حمام حجت آباد مربوط به دوره قاجار است و در شهرستان کرمان، روستای حجت آباد واقع شده و این اثر در تاریخ ۲۴ اسفند ۱۳۸۳ با شمارهٔ ثبت ۱۱۵۹۸ به‌عنوان یکی از آثار ملی ایران به ثبت رسیده است.